# Bombe nei palazzi in Russia
Bombe nei palazzi in Russia è il nome con cui sono conosciuti una serie di fatti di sangue avvenuti nel 1999.
In seguito all'intervento in Daghestan da parte delle Forze armate russe, i ribelli islamici dei territori occupati risposero all'offensiva russa con una serie di attentati dinamitardi ai danni di alcune abitazioni di Mosca e Volgodonsk. Il ciclo di bombe uccise 293 persone e contribuì a instaurare un forte clima di paura e tensione in tutta la nazione, alla luce del fatto che la rappresaglia dei ribelli si era mostrata non più solo nelle lande cecene e daghestane, ma anche nella profonda Russia metropolitana.

## I fatti
La serie di attentati fu rivendicata da un gruppo allora sconosciuto, l'Esercito per la Liberazione del Daghestan, che avrebbe operato in base a collaborazioni con ribelli islamisti. Nelle due settimane di attentati continui che colpirono diverse abitazioni, le autorità lavorarono in una corsa contro il tempo per trovare e disinnescare più esplosivi possibili. Il 4 settembre 1999, l'esplosione di una palazzina che ospitava le famiglie di poliziotti russi fece 62 vittime. I successivi attentati, che si protrassero nelle successive due settimane, fecero complessivamente 293 morti.
Le autorità russe, primo fra tutti l'allora Presidente Boris Yeltsin, accusarono degli attentati i separatisti ceceni. Tuttavia alcuni uomini politici di alto profilo negli Stati Uniti, tra i quali l'affarista russo Boris Berezovsky ed il senatore John McCain, sostennero invece che gli attentati erano stati preparati dai servizi segreti russi con lo scopo di scatenare una campagna contro i separatisti ceceni per giustificare il successivo intervento in Cecenia. Queste affermazioni vennero successivamente confermate dall'ex agente segreto russo Alexander Litvinenko nel libro Russia. Il complotto del KGB. Il 29 settembre 1999 le autorità russe chiesero alla Cecenia l'estradizione dei responsabili materiali degli attentati, e il giorno successivo le forze di terra russe iniziarono l'operazione di ripresa della Cecenia.

## Accuse di cospirazione
Diversi membri del mondo politico russo furono accusati di aver organizzato o essere complici degli attentati allo scopo di "preparare" opinione pubblica alle politiche decisionali per la campagna di guerra contro la Cecenia, la cui invasione era già stata pianificata a partire dal marzo 1999. Secondo altre versioni, invece, le bombe furono messe in atto per predisporre una sorta di colpo di Stato, in conseguenza del quale al governo sarebbe poi dovuto salire Vladimir Putin (che fece dell'intervento in Cecenia il cavallo di battaglia della propria candidatura), cosa che effettivamente avvenne. In accordo con queste teorie, il golpe ebbe successo e fu organizzato dall'FSB. Il presidente Putin, una volta salito al governo, dichiarò come le accuse d'infiltrazione del FSB negli attentati erano deliranti e prive di senso, dal momento che in Russia non ci sarebbero state persone nei servizi segreti capaci di crimini contro la propria gente.